# Vomp
Vomp település Ausztriában, Tirolban a Schwazi járásban található. Területe 182,61 km², lakosainak száma 4743 fő, népsűrűsége pedig 26 fő/km² (2014. január 1-jén). A település tengerszint feletti magassága 566 méter.

## Fordítás
- Ez a szócikk részben vagy egészben  a   Vomp című angol Wikipédia-szócikk ezen változatának fordításán alapul.  Az eredeti cikk szerkesztőit annak laptörténete sorolja fel. Ez a jelzés csupán a megfogalmazás eredetét és a szerzői jogokat jelzi, nem szolgál a cikkben szereplő információk forrásmegjelöléseként.